# Dave von Hoesslin
Pas d'image ? Cliquez ici

a Compétitions nationales et continentales officielles uniquement.

b Matchs officiels uniquement.
Dernière mise à jour le 7 février 2024.
Dave von Hoesslin, né le 10 mai 1975 à Stellenbosch (Afrique du Sud), est un joueur de rugby à XV qui a joué avec l'équipe d'Afrique du Sud. Il évolue au poste de demi de mêlée.

## Carrière

### En équipe nationale
Il a disputé son premier test match le 12 juin 1999 contre l'équipe d'Italie. Son dernier test match fut contre l'équipe d'Australie, le 17 juillet 1999.

## Palmarès
- 5 sélections (2 essais) avec l'équipe d'Afrique du Sud en 1999